# Mercado comum da União Europeia

A composição do Espaço Econômico Europeu; Os membros da EFTA a roxo; Os membros da União Europeia em azul escuro.

Dentre os países que compõem à União Europeia foi estabelecido uma economia interna, um mercado comum, que permite a livre circulação de bens, serviços, pessoas e capital, assim como uma união aduaneira.
A união monetária do bloco, com a criação do euro, em 1999, é o maior elemento diferenciador face aos restantes blocos económicos, pois além de facilitar e proporcionar mais segurança e estabilidade para a troca de serviços, bens e circulação de cidadãos, estimulou também a compra e venda de ações entre os estados-membros.
O mercado interno europeu conta também com a participação de outra instância europeia, a Associação Europeia de Comércio Livre (EFTA), que juntamente à União Européia formou Espaço Económico Europeu (EEE), dentro do qual é permitido a livre circulação dos bens, dos serviços, das pessoas e dos capitais; as quatro liberdades fundamentais, com exceção da união aduaneira que é restrita a países da UE.

## Países do Espaço Económico Europeu(EEE)
- Áustria
- Bélgica
- Bulgária
- Chipre
- Croácia
- Chéquia
- Dinamarca
- Estónia
- Finlândia
- França
- Alemanha
- Grécia
- Hungria
- Islândia
- Irlanda
- Itália
- Liechtenstein
- Letónia
- Lituânia
- Luxemburgo
- Malta
- Países Baixos
- Noruega
- Polónia
- Portugal
- Roménia
- Eslováquia
- Eslovénia
- Espanha
- Suécia